# Universo Cuatro
Universo Cuatro es la cuarta producción de la banda de rock argentino Kyosko, fue lanzado el 23 de octubre de 2007.

## Temas
- Decisión (4:05)
- Inmortalidad (3:32)
- Viaje sin edad (3:13)
- Señales (3:46)
- El eslabón (4:00)
- Letras de una traición (4:00)
- Sherina (3:32)
- Más que huellas (2:59)
- Como estás (3:16)
- Borde real (4:09)
- Asilo de la noche - con Andrés Giménez (2:32)
- Explosión universal (3:43)

- Datos: Q6156901